# SOLEIL

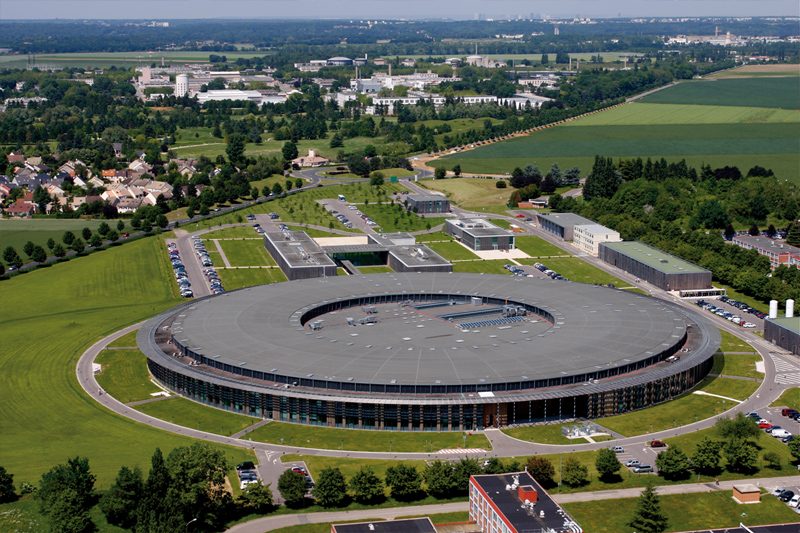
Vista aérea del sincrotrón SOLEIL

El sincrotrón nacional francés SOLEIL es una instalación para la producción de radiación sincrotrón de varias energías para realizar investigaciones en múltiples áreas de física, química, ciencias del medio ambiente, medicina y biología. Está situado en Saint-Aubin (Essonne), Francia y es propiedad de los institutos de investigación franceses Centre National de la Recherche Scientifique (CNRS) y Commissariat à l'Énergie Atomique (CEA).
El anillo de almacenamiento de electrones de 2.75 GeV es un sincrotrón de tercera generación, optimizado para el uso de onduladores y wigglers, además de imanes curvadores. Fue construido para reemplazar a LURE, que llevaba en funcionamiento desde 1971. SOLEIL se puso en marcha en 2006.

## Historia
El Ministerio de Investigación de Francia tomó la decisión de construir SOLEIL en septiembre de 2000. El 16 de octubre de 2001, los representantes del CNRS y CEA firmaron los estatutos de SOLEIL, instituido como una compañía pública registrada en Evry (Essonne) La construcción se inició en abril de 2003 y finalizó en 2005, año en el que se empezaron a realizar las primeras pruebas del LINAC y del booster, elementos necesarios para acelerar los electrones hasta la energía de funcionamiento especificada. El 14 de mayo de 2006, se inyectó el haz de electrones en el anillo de almacenamiento. La instalación fue inaugurada oficialmente el 18 de diciembre del mismo año.

## Aceleradores y anillo de almacenamiento
Para que el haz de electrones pueda generar luz sincrotrón de las características apropiadas para los experimentos, el necesario acelerar el primero hasta su energía final de 2.75 GeV. La aceleración inicial se realiza en un acelerador lineal o LINAC, tras lo cual los electrones pasan al booster, un sincrotrón donde son acelerados hasta la energía final. Una vez que se inyectan al anillo de almacenamiento, el haz de electrones solo recibe la suficiente energía para mantenerlo en circulación constante, sin ninguna aceleración neta.
El LINAC de SOLEIL, llamado HELIOS — Hundred MeV Electron Linac Injector Of SOLEIL — acelera los electrones hasta 100 MeV, gracias a dos klistrones de radiofrecuencia de 35 MW. El booster, de 156,62 m de circunferencia, cuenta con 36 imanes curvadores, que suministran un campo máximo de 0.74 T, 44 cuadrupolos y 28 sextupolos, dispuestos en una red de tipo FODO. Cinco cavidades de radiofrecuencia proporcionan la energía de aceleración a los electrones.
El anillo de almacenamiento tiene 354,1 m de circunferencia y está compuesto de 16 celdas  Chasman-Green con un total de 34 imanes curvadores, 164 cuadrupolos y 124 sextupolos, con 24 secciones rectas de longitudes variables que albergan onduladores y wigglers. La emitancia, de 3,74  nm.rad es típica de instalaciones de luz sincrotrón de tercera generación. La energía que pierde el haz de electrones en cada ciclo se repone mediante cuatro cavidades de radiofrecuencia, alimentadas por klistrones de 190 kW.

## Líneas de luz y experimentos

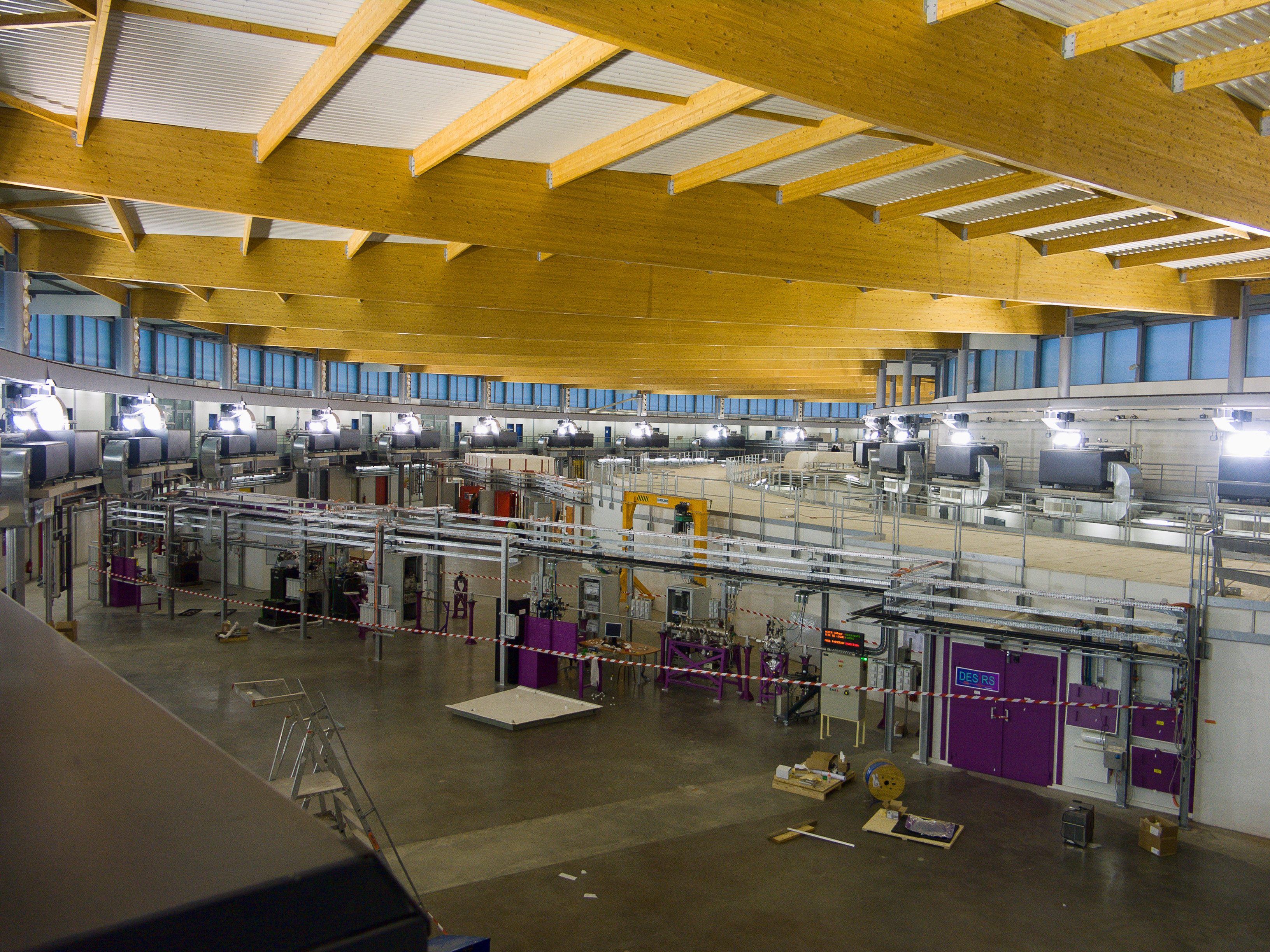
Línea de luz en SOLEIL

Las líneas de luz sirven para conducir la radiación generada por los dispositivos magnéticos del anillo de almacenamiento hasta la muestra u objeto que se desea analizar. Las líneas sirven contienen también instrumentos para seleccionar la longitud de onda del haz luminoso y para enfocarlo, como monocromadores y lentes y espejos especializados. La instrumentación y características de las líneas de luz dependen del rango espectral de la radiación y de la técnica analítica a la que se dedican. En SOLEIL, las líneas abarcan longitudes de onda desde el infrarrojo hasta el ultravioleta/visible y los rayos X de diversas energías.
En cuanto a la técnica de análisis, existen líneas especialidadas en espectroscopía de absorción y emisión en todo el rango de energías disponible, difracción y dispersión de rayos X, microscopía y tomografía. Varias de las líneas son aptas para técnicas diferentes. Las áreas de aplicación son muy diversas, y abarcan la física, química, medicina y biología. Los usuarios del sincrotrón provienen tanto de institutos de investigación y universidades públicas como de la industria privada, en particular en los sectores agroindustrial, farmacéutico, electrónico,  automovilístico, construcción y energético.